# Fame (песня Дэвида Боуи)
«Fame» — песня, написанная Дэвидом Боуи для альбома Young Americans, была издана в качестве сингла 25 июля 1975 года. Композиция поднялась на первую строчку хит-парада Billboard Hot 100 и находилась там в течение недели с 20 сентября 1975 года.

## История записи
Основная часть студийных сессий альбома Young Americans была завершена к концу 1974 года, но Боуи не торопился издавать новый материал, к тому же тогда закончился срок его контракта с менеджером Тони Дефрайсом. В этот период певец жил в Нью-Йорке и познакомился с Джоном Ленноном. Музыканты быстро нашли общий язык и часто музицировали вместе, что привело к однодневной сессии на студии Electric Lady Studios в январе 1975 года. В тот день Боуи и Леннон записали две песни, вместе с музыкантами из гастрольной группы Дэвида. Первоначально была записана кавер-версия композиции The Beatles «Across the Universe». Затем они сочинили ещё одну песню, получившую название «Fame»; она была вдохновлена гитарным риффом, написанным Карлосом Аломаром и названием, которое предложил Джон Леннон. Композиция была спешно «доведена до ума» усилиями Дэвида Боуи и записана в тот же день. Впоследствии оба трека появились на пластинке Young Americans. Несмотря на наличие только незначительного вклада, Леннон был заявлен соавтором в примечаниях к песне, из-за лирики (оплакивающей природу знаменитости) вдохновленной его беседами с Боуи по этому вопросу, и потому, что Боуи признал, что Леннон пел «Fame!» поверх гитарного риффа Аломара, который был катализатором этой песни. Голос Леннона также слышен в конце песни, в момент повторяющихся слов «Fame, Fame, Fame!». Его голос произносит это снова и снова, на быстрой, нормальной и медленной скорости воспроизведения, пока голос Боуи не вступает с финальным отрывком текста и поёт его до полного затихания песни.
На тот момент «Fame» стал самым большим хитом Боуи в США. Это был его первый хит, добравшийся до вершины чарта Billboard Hot 100, а также его первый трек, попавший в топ-10.
В Великобритании композиция добралась только до семнадцатой строчки национального чарта.

## Список композиций оригинального сингла
1. «Fame» (Дэвид Боуи, Карлос Аломар, Джон Леннон) — 3:30
2. «Right[англ.]» (Дэвид Боуи) — 4:13

- Альтернативная версия сингла содержит композицию «Golden Years» на стороне «Б».
- Итальянская версия сингла содержит композицию «Space Oddity» на стороне «Б».

## Участники записи
| Композиция «Fame» - Дэвид Боуи — вокал, гитара - Джон Леннон — вокал, гитара - Карлос Аломар — гитара - Эмир Кассан — бас - Деннис Дэвис — ударные - Ральф Макдональд — перкуссия | Композиция «Right» - Дэвид Боуи — вокал, гитара - Вилли Уикс — бас - Майк Гарсон — фортепиано - Энди Ньюмарк — ударные - Дэвид Сэнборн — саксофон - Пабло Росарио — перкуссия - Ларри Вашингтон — конга - Лютер Вандросс — бэк-вокал - Робин Кларк — бэк-вокал - Ава Черри — бэк-вокал |

## Позиции в хит-парадах и сертификации
| Год  | Хит-парад                                    | Высшая позиция | Пребывание в чарте |
| ---- | -------------------------------------------- | -------------- | ------------------ |
| 1975 | Бельгия/Валлония (Ultratop 50)               | 20             | 7 недель           |
| 1975 | Бельгия/Фландрия (Ultratop 50)               | 17             | 7 недель           |
| 1975 | Великобритания (UK Singles Chart)            | 17             | 8 недель           |
| 1975 | Канада (RPM Singles Chart)                   | 3              | 17 недель          |
| 1975 | Нидерланды (Single Top 100)                  | 6              | 8 недель           |
| 1975 | Норвегия (VG-lista)                          | 9              | 1 неделя           |
| 1975 | США (Billboard Hot 100)                      | 1              | 21 неделя          |
| 1975 | США (Billboard Hot Soul Singles)             | 21             | 12 недель          |
|      |                                              |                |                    |
| 2016 | Венгрия (Single Top 40)                      | 12             | нет данных         |
| 2016 | США (Billboard Hot Rock & Alternative Songs) | 14             | 1 неделя           |
| 2016 | Франция (SNEP)                               | 181            | 1 неделя           |

| Год  | Хит-парад                           | Позиция |
| ---- | ----------------------------------- | ------- |
| 1975 | Канада (RPM Year-End)               | 37      |
| 1975 | Нидерланды (Buma/Stemra)            | 71      |
| 1975 | США (Billboard Top Popular Singles) | 8       |

| Регион                                                      | Сертификация | Продажи    |
| ----------------------------------------------------------- | ------------ | ---------- |
| Канада (Music Canada)                                       | Золотой      | 75 000^    |
| США (RIAA)                                                  | Золотой      | 1 000 000^ |
| ^ Данные о тиражах приведены только на основе сертификации. |              |            |

## Fame ’90
Ремикс на песню «Fame» был выпущен фирмой EMI в 1990 году, одновременно со стартом турне Sound + Vision Tour и выпуском компиляции Changesbowie. «Gass Mix» этой композиции появился в саундтреке к фильму «Красотка».
Список композиций
Авторами песня являются: Дэвид Боуи, Карлос Аломар и Джон Леннон.
1. «Fame ’90» (совместно с Куин Латифой) — 4:10
2. «Fame ’90» (House mix) — 5:58
3. «Fame ’90» (Gass mix) — 3:36
4. «Fame ’90» (Hip hop mix) — 3:10
5. «Fame ’90» (Absolutely Nothing Premeditated/Epic Mix) — 14:25

Режиссёр Гас Ван Сент снял музыкальное видео для композиции «Fame ’90», который стал своего рода сборником отрывков из многих предыдущих видео Боуи. В этом же клипе Боуи исполнил танец с Луизой Лекавалье — одной из солисток квебекской труппы современного танца (англ. contemporary dance) La La La Human Steps (с этой труппой Боуи сотрудничал во время турне Sound + Vision).
В Великобритании и США песня была издана во множестве форматов, включая 7-дюймовый сингл, 12-дюймовый сингл, под названием «Arthur Baker Remixes» и «Changes pack» с тремя напечатанными изображениями Боуи из разных эпох его карьеры. Ни один из британских релизов (в США EMI) не содержал версию «Absolutely Nothing Premeditated mix». Сингл находился в британском чарте в течение четырёх недель, достигнув двадцать восьмой строчки.

## Позиции в хит-парадах
Еженедельные чарты:
| Год                                 | Хит-парад | Высшая позиция | Пребывание в чарте |
| ----------------------------------- | --------- | -------------- | ------------------ |
| 1990                                |           |                |                    |
| Австралия (ARIA)                    | 85        | нет данных     |                    |
| Бельгия/Фландрия (Ultratop)         | 22        | 8 недель       |                    |
| Великобритания (UK Singles Chart)   | 28        | 4 недели       |                    |
| Европа (Eurochart Hot 100)          | 69        | нет данных     |                    |
| Ирландия (IRMA)                     | 11        | 2 недели       |                    |
| Нидерланды (Nederlandse Top 40)     | 17        | 5 недель       |                    |
| Нидерланды (Nationale Top 100)      | 16        | 10 недель      |                    |
| Новая Зеландия (RIANZ)              | 32        | 3 недели       |                    |
| Финляндия (Suomen virallinen lista) | 16        | нет данных     |                    |
| ФРГ (GfK)                           | 36        | 7 недель       |                    |
| Швейцария (Singles Top 100)         | 29        | 1 неделя       |                    |